# Dejan Aćimović
Dejan Aćimović (Čapljina, 20 de maio de 1963) é um ator e diretor bósnio natural da Croácia.

## Filmografia

### Atuação
- 72 Days (2010)
- Hermano (2007)
- Duh u močvari (2006)
- Grbavica (2006)
- Bal-Can-Can (2005)
- Iluzija (2004)
- The Society of Jesus (2004)
- Crna hronika (2004) (TV)
- Mathilde (2004)
- Infekcija (2003)
- Konjanik (2003)
- Remake (2003)
- Radio West (2003)
- Novo doba (2002) (TV)
- Je li jasno prijatelju? (2000)
- Četverored (1999)
- Bogorodica (1999)
- Zbogum na dvaesetiot vek (1998)
- The Peacemaker (1997)
- Bozic u Becu (1997)
- Felix (1996)
- Posebna voznja (1995) (TV)
- Olovna pricest (1995) (TV)
- Prolazi sve (1995)
- Gornja granica (1995)
- Vukovar se vraca kuci (1994)
- Zlatne godine (1992)
- Čaruga (1991)
- Ljeto za sjecanje (1990)
- Diploma za smrt (1989)
- Zivot sa stricem (1988)
- Putovanje u Vucjak (1986) (TV)

### Direção
- Moram spavat', andjele (2007)
- Je li jasno, prijatelju? (2000)